# Gaius Marcius Rutilus
Gaius Marcius Rutilus (oder Rutulus) war der erste plebejische Diktator der römischen Republik; darüber hinaus war er Zensor und viermal Konsul.
Zum ersten Mal wurde er im Jahr 357 v. Chr. zum Konsul gewählt, im folgenden Jahr dann zum Diktator ernannt, um die Invasion der Etrusker abzuwehren. Er überraschte den Feind in seinem Feldlager und jagte ihn außer Landes, wofür er nach dem Willen des Volkes und gegen den Willen des Senats mit einem Triumphzug geehrt wurde.
Rutilus wurde im Jahr 352 v. Chr. erneut Konsul; er kandidierte zum Ende der Amtszeit als Zensor und wurde gegen den Widerstand der Patrizier gewählt. Er war Konsul in den Jahren 344 und 342 v. Chr., als er die Armee in die Samnitenkriege führte.
Es besteht die hohe Wahrscheinlichkeit, dass seine Diktatur und andere Details seiner Laufbahn von seiner Familie, den Marciern, erfunden wurden.
Sein Sohn Gaius Marcius Rutilus Censorinus war Konsul im Jahr 310 v. Chr.